# Emin (ufficiale ottomano)
Un emin era un ufficiale nell'Impero ottomano. Era un "assistente", titolare di un eminet, e spesso responsabile dei dazi doganali. A differenza di un titolare di un timar, un emin era un funzionario stipendiato. Gli emin operavano al di fuori della normale burocrazia ottomana e non erano necessariamente musulmani.

## Gli emin come doganieri
L'emin era solitamente un doganiere, ossia un gümrük emini ed era responsabile della gestione delle entrate di determinate tasse e della riscossione dei dazi sulle merci esportate dagli stranieri. Sebbene fosse formalmente un funzionario fiscale, il ruolo dell'emin (come altri funzionari e il kadi variava nella pratica; poteva anche essere coinvolto nelle attività consolari, di mediazione o addirittura notarili; come rappresentante dello stato ottomano, era autorizzato ad arrestare i sudditi ottomani che avevano commesso crimini in territorio straniero. In quanto tale, un emin residente in un porto straniero che commerciava con l'impero ottomano risultava prezioso per entrambe le parti. Un emin che prestava servizio in un porto aveva poteva assumere anche la funzione di capitano di porto o impedire l'esportazione di merci soggette a restrizioni; in almeno un caso, Istanbul dovette incaricare specificamente un emin per consentire l'esportazione di 27000 kg di piombo da spedire ad uso degli alleati.

## Gli emin come agenti governativi
Un emin poteva anche esercitare il controllo governativo sulle gilde, anche se le regole di una gilda erano riconosciute dal sultano, e poi erano applicate come leggi da un kadi.
L'emin aveva anche la facoltà di prendere il posto di un esattore delle terre, riscuotendo un determinato pacchetto di tasse, e con la possibilità di riferire all'autorità centrale per identificare nuovi modi per aumentare il prelievo fiscale. Il sultano poteva concedere ampi poteri all'emin per garantire la riscossione delle tasse. L'emin poteva anche essere nominato per gestire i principali lavori di costruzione e presentare un rapporto completo su ciascun progetto, con dettagli finanziari.
L'emin supervisionava anche il conio delle monete, per prevenire il furto di argento o altre frodi da parte dei dipendenti della zecca.
Gli emin potevano anche essere nominati revisori dei conti, al fine di indagare le irregolarità nella riscossione delle tasse eseguite da altri funzionari; gli emin formulavano raccomandazioni su come porre rimedio al problema.